# Tanauan (Leyte)
Tanauan é um município de  segunda classe de renda municipal (d) na província Leyte, nas Filipinas. De acordo com o censo de 1 de maio  de  2020 possui uma população de 57 455 pessoas e 14 892 domicílios.